# Desirée Schumann

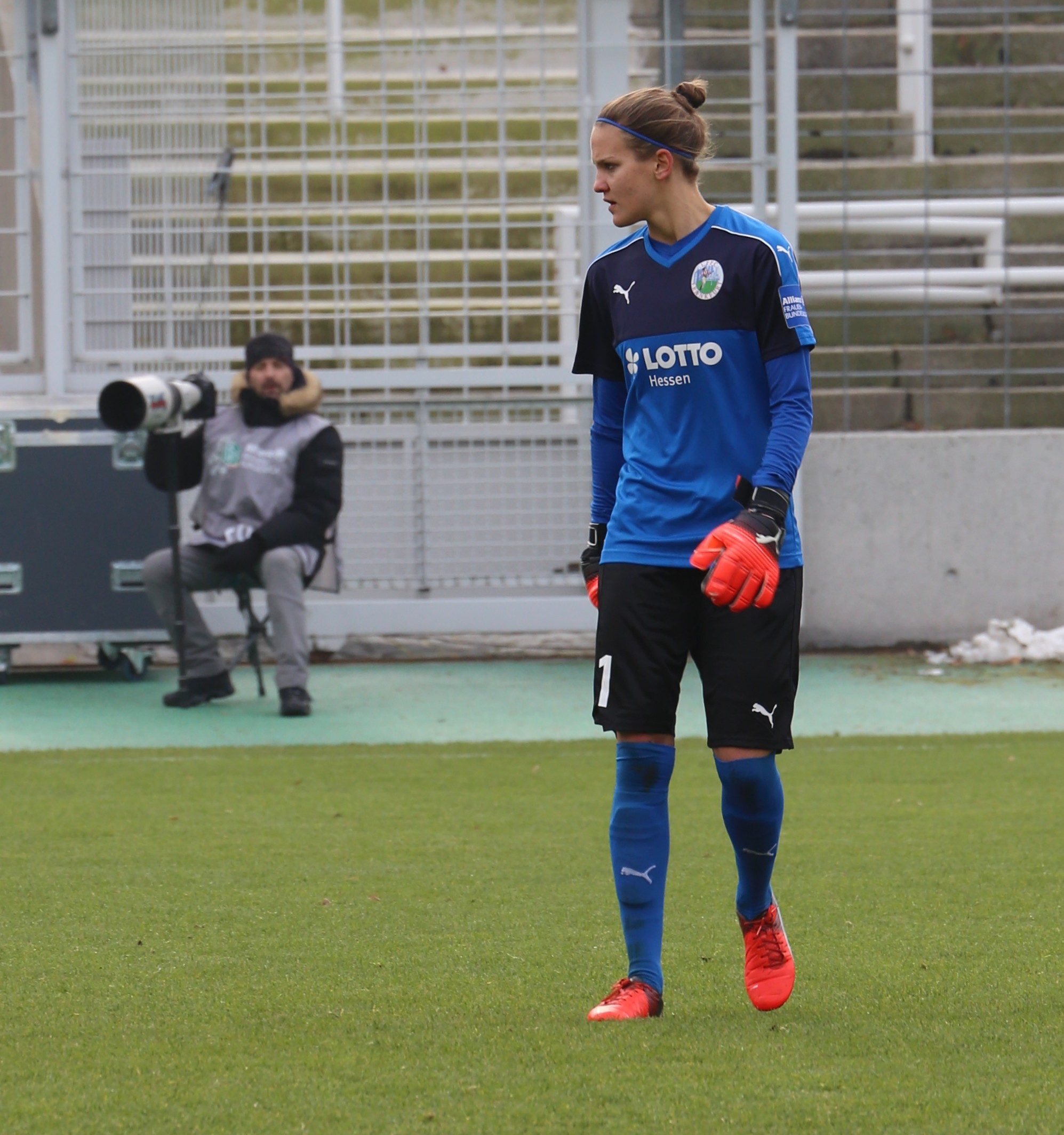
Desirée Schumann
im Trikot des 1. FFC Frankfurt (2016)

Desirée Smisek (geb. Schumann) (* 6. Februar 1990 in West-Berlin) ist eine ehemalige deutsche Fußballspielerin. Die Torfrau spielte zwölf Jahre lang in der Bundesliga für den 1. FFC Turbine Potsdam und den 1. FFC Frankfurt.

## Leben
Desirée Schumann war Schülerin am Gymnasium der Katholischen Schule Salvator in Berlin-Waidmannslust. Sie wechselte später auf die Sportschule Potsdam „Friedrich Ludwig Jahn“, die sie 2009 mit Abitur verließ. Im Oktober 2009 begann sie an der Universität Potsdam ein Studium im Bereich Europäische Medienwissenschaften. Durch ihren sportlichen Wechsel nach Frankfurt konnte sie dieses Studium nicht weiter fortsetzen, sodass sie sich im Oktober 2011 dazu entschied, ein Teilzeitstudium im Bereich Bildungswissenschaften an der FernUniversität in Hagen zu beginnen. Im September 2017 schloss sie dieses Studium mit dem Bachelor of Arts ab. Seit 2016 arbeitet Schumann in der Eintracht Frankfurt Fußballschule.
Schumann ist mit Ex-Nationalspielerin Sandra Smisek verheiratet.

## Karriere

### Vereine
Desirée Schumann begann ihre Karriere im Alter von sieben Jahren beim VfB Hermsdorf. Zunächst war sie Feldspielerin. Als ihre Mannschaft ohne Torhüter da stand, wechselte sie auf diese Position. 2006 wechselte sie zum 1. FFC Turbine Potsdam. In ihrer ersten Saison kam sie überwiegend in der zweiten Mannschaft, die in der 2. Bundesliga Nord spielte, zum Einsatz. Ihr Debüt in der ersten Mannschaft gab sie am 14. Oktober 2007 gegen den SC 07 Bad Neuenahr. Am 12. Januar 2008 gewann sie mit dem DFB-Hallenpokal ihren ersten Erfolg im Verein, den sie sowohl 2009 als auch 2010 wiederholen konnte. Außerdem gewann sie die Deutsche Meisterschaft 2009, 2010 und 2011 und wurde Champions-League-Sieger 2010.
Zur Saison 2011/12 wechselte sie zum 1. FFC Frankfurt. Mit dem 1. FFC Frankfurt erreicht sie 2012 das Champions-League-Finale der Frauen in München, dort unterlag sie jedoch vor knapp 50.000 Zuschauern dem französischen Erstligisten Olympique Lyon mit 0:2. 2014 gewann sie gemeinsam mit ihrem Team das Endspiel um den DFB-Pokal mit 3:0 gegen die SGS Essen in Köln. Nur ein Jahr später erreichte sie das Women’s Champions-League-Finale der Frauen erneut. Dieses Mal gewann der 1. FFC Frankfurt das Endspiel mit 2:1 gegen Paris Saint-Germain, wobei Mandy Islacker den Siegtreffer erst in der Nachspielzeit erzielte. Mit dem UEFA Champions-League-Sieg in ihrer Heimatstadt, ging für die gebürtige Berlinerin ein Traum in Erfüllung.
Das Bundesligaspiel am 3. Juni 2018 (22. Spieltag) gegen den FC Bayern München, das mit 0:1 verloren wurde, war das letzte in ihrer Fußballerkarriere; vor der Begegnung wurde sie feierlich verabschiedet.

### Nationalmannschaft
Am 29. August 2005 debütierte sie im Nationaltrikot der U-15-Nationalmannschaft die die Auswahl Schottlands mit 7:0 besiegte. Sie wurde damit die erste Nationalspielerin des VfB Hermsdorf.
Am 20. April 2006 debütierte sie beim 2:0-Sieg gegen Dänemark in der U-17-Nationalmannschaft, für die sie insgesamt sechsmal zum Einsatz kam. 2008 erreichte sie mit der U-19-Nationalmannschaft das Halbfinale der Europameisterschaft, belegte mit der U-20-Nationalmannschaft den dritten Platz bei der Weltmeisterschaft in Chile und wurde 2010 im eigenen Land U20-Weltmeister. Am 24. Mai 2012 bestritt sie erstes Länderspiel für die U-23-Nationalmannschaft, die gegen die Auswahl Schwedens mit 2:0 gewann; es war zugleich auch das letzte Länderspiel in ihrer Karriere. 2012 wurde zwar in den Kreis der A-Nationalmannschaft berufen, kam aber in den Qualifikationsspielen für die Europameisterschaft nicht zu einem Einsatz.

## Erfolge
- Dritter der U-20-Weltmeisterschaft 2008
- U-20-Weltmeister 2010
- Deutscher Meister 2009, 2010, 2011
- DFB-Hallenpokal-Sieger 2008, 2009, 2010
- Champions League-Sieger 2010, 2015
- DFB-Pokal-Sieger 2014